# 弗兰克·阿班丹多
弗兰克·阿班丹多（英語：Frank Abbandando；1910年7月11日—1942年2月19日），绰号「冲刺小子」（The Dasher），是纽约市著名职业杀手，謀殺公司团伙成员，身负多起命案。

## 早年
弗兰克·阿班丹多是洛伦佐·阿班丹多和罗莎莉亚·法米格蒂之子，这对夫妻共育有十二个孩子。他的家庭是从意大利阿韦利诺移民到纽约的移民。青少年时期阿班丹多就已经开始以纵火为威胁敲诈当地店铺了。
在他二十多岁的时候，阿班丹多加入了布鲁克林大洋高地区的一个街头帮派，并很快成为“开心鬼”哈利·马约尼手下的小头目，负责组织赌博、放高利贷、敲诈，以及谋杀。1928年阿班丹多因为犯袭警罪被送进埃尔迈拉市的工读学校。在服刑期间他以棒球技术而闻名，因而被取了“冲刺小子”的绰号——这也是著名棒球选手约翰·特洛伊的绰号。
在他未被收押的自由时间里，阿班丹多热衷于华贵的服饰和漂亮的汽车。他也有性犯罪案底：他经常驾车在布鲁克林的布朗士维尔区和大洋高地区游荡，搜寻年轻女性。日后在法庭上检察官质控他犯下多起强奸罪，但只承认了一起时，阿班丹多这样回答：“那一次不算，我后来娶了她。”他的大部分受害者都被碎冰锥刺胸而死。

## 杀人有限公司的崛起
1930年代早期，纽约黑手党五大家族因为卡斯蒂拉玛里杰战争而过度曝光，为了完成由台前向幕后的转型他们开始雇佣街头帮派为杀手。当时最抢手的是以路易斯·巴卡尔特为代表的犹太杀手。巴卡尔特是“野蛮小子”(Gorilla Boys)帮的头目。随着黑手党事业的发展，巴卡尔特的组织也逐渐壮大至250人，业务包括毒品走私、工会敲诈等一系列活动。他称自己的组织为“联合”，但是媒体界则冠其以“谋杀公司”的雅号。相对于五大家族要求团伙成员必须出身于西西里或其他意大利南部地区，杀人有限公司不仅包括犹太人，还有意大利人和其他族裔成员。
阿班丹多很早就加入了杀人有限公司。在1920~1940的二十年间，阿班丹多以手刃30人在布鲁克林闻名。他杀一个人的价钱通常为500美元。1931年9月，阿班丹多协助巴卡尔特和另一个团伙成员艾布·莱勒斯铲除了敌对的沙皮洛帮，后者的根据地在曼哈顿下东城并一直试图抢夺杀人巴卡尔特等人的生意。1937年阿班丹多在莱勒斯的授意下协助杀掉了布鲁克林的高利贷放贷人乔治·鲁迪克，因为后者听说他已经成为了警方的线人。阿班丹多和另外几个同伙扼住鲁迪克的咽喉，用碎冰锥和切肉刀在他身上开了63个口子并在一间车库里砸碎了他的脑袋。案发后警方一个嫌疑人也没有抓到。1939年2月，阿班丹多及同伙应黑手党的要求杀掉了帮派头目菲利斯·伊斯坡泽托，因为他在十七年前的一场帮派谋杀案的审判中出庭作证。

## 定罪和处刑
1940年代初，谋杀公司在政府的打击下元气大伤，团伙头目和几名高级杀手都被判有罪。莱勒斯也面临谋杀指控，他最终选择指证其他团伙成员以换取自己的减刑。结果1940年5月，阿班丹多因为三年前谋杀鲁迪克一案被控出庭。在庭审过程中当阿班丹多身处证人席时，法官听到他轻声说出了一句威胁的话。阿班丹多对自己的同谋非常有信心，有十足把握对他的起诉不会成立，但出乎他意料的是最终他被判有罪。阿班丹多随即上诉，1941年上诉法院审理了此案，同年四月三日判决他一级谋杀罪名成立，处以死刑。1942年2月19日，阿班丹多在奥斯宁的新新惩教所坐上了电椅。

## 后续影响
继阿班丹多之后，杀人有限公司的六个其他成员，包括巴卡尔特和马约尼都依据莱勒斯的证词被判谋杀罪并被处死。1941年11月12日，莱勒斯从康尼岛的一家酒店窗口中坠楼身亡，彼时他仍处于警方的保护下。官方的说法是莱勒斯当时试图通过打结的床单滑到楼下结果失手，但一直有传言认为黑手党出资10万美元贿赂了他的警卫，将其从窗口推了下去。
巴卡尔特死后，黑手党的一位正式成员“刽子手大人”阿尔伯特·阿纳斯塔西亚接管了谋杀公司。因为此前这类外围组织已经被政府的线人渗透，黑手党又开始启用更为可靠的自己的人作打手，谋杀公司这样的组织很快就无人问津了。

## 后代
在其年轻时代，阿班丹多在父母的催促下与大洋高地的理发师詹妮·德卢卡结婚。二人共育有二子，后来他们都继承了父亲的衣钵。长子劳伦斯出生于1927年12月20日，后来成为帮派小头目，1995年3月25日因癌症死于佛罗里达州北迈阿密海滩。次子小弗兰克后来也加入帮派，1996年在迈阿密海滩的南滩区被杀。

## 引用的作品
- Flowers, R. Barri; Flowers, H. Loraine. . . McFarland. 2005. ISBN 0-7864-2075-8.
- Nash, Jay Robert. . Da Capo Press. 1993. ISBN 0-306-80535-9.
- Turkus, Burton B.; Feder, Sid. . Da Capo Press. 2003. ISBN 0-306-81288-6.

## 延伸閱讀
- Davis, John H. Mafia Dynasty: The Rise and Fall of the Gambino Crime Family, New York: HarperCollins, 1993.ISBN 0-061-09184-7
- Iannuzzi, Joseph and James Morton. Joe "Dogs" Iannuzzi: The Life and Times of a Real Life Mobster. Simon & Schuster, 1993. ISBN 0-671-79752-2
- Raab, Selwyn. Five Families: The Rise, Decline, and Resurgence of America's Most Powerful Mafia Empires. New York: St. Martin Press, 2005. ISBN 0-312-30094-8